# Isaac Romero
Isaac Romero Bernal (ur. 18 maja 2000 w Lebrija) – hiszpański piłkarz, występujący na pozycji napastnika w hiszpańskim klubie Sevilla FC. Jest wychowankiem CA Antoniano.

## Kariera klubowa
Romero urodził się w Lebriji, Andaluzja.Reprezentował młodzieżowe drużyny Sevilla FC, CA Antoniano oraz drużynę partnerską Cádiz CF, którą jest Balón de Cádiz CF. Do Antoniano powrócił w listopadzie 2017 roku. Początkowo był członkiem drużyny Juvenil, a w pierwszym składzie zadebiutował 17 grudnia, wchodząc na boisko jako rezerwowy w drugiej połowie wygranego u siebie 2–0 meczu División de Honor Andaluza z CD Ciudad Jardín. 